# 最後大法師2
《最後大法師2》（英語：The Last Exorcism Part II）是一部2013年美國超自然恐怖片，由艾德·蓋斯-唐納利共同編劇和導演，阿什利·貝爾、茱莉娅·加纳、斯潘塞·特里特·克拉克和路易斯·賀森主演。本片是《最後大法師》的續集，於2013年3月1日上映，講述了内尔·斯威策從過去的經歷中恢復過來並重新開始生活，但開始意識到以前附身於她的惡魔又回來找她的故事。與其前作不同，本片不是以尋獲佚失影片形式呈現的。
這部電影收到了普遍的負面評論，但票房大获成功，預算為500萬美元，全球票房收入為2500萬美元。

## 剧情
贾里德和莉莉夫妇发现魔鬼般的内尔·斯威策蹲在冰箱旁。随后，她被送往医院，但似乎处于木僵状态。在新奥尔良善良且富有洞察力的心理治疗师弗兰克提供的住所中生活了几个月后，内尔的状态似乎有所改善，并且不再做“噩梦”。随后，她在酒店当上了女服务员，由上司贝弗利监督工作。内尔与朋友格温、达芙妮和莫妮克一起参加了懺悔星期二游行，她目睹了许多奇怪的事情，譬如戴着面具的男人盯着她。随着事情变得更加阴暗，内尔的性格开始发生变化。她逐渐察觉到恶魔阿巴拉姆可能回来了。
当寄宿屋的女孩斯蒂芬妮因不自然的癫痫发作死亡时，内尔以前的护士塞西尔告诉她有关“右手教团”的事情——一个一直在监视内尔的秘密组织。内尔的朋友格温、达芙妮、莫妮克和米歇尔发现了一段上传到YouTube的影片，记录了前一部电影中的事件，说明丢失的影像被找回了。这让内尔感到恐惧和愤怒，因为她因此不情愿地成为了网络名人。在观看了同一段影片中讲述内尔就怀孕原因撒谎的片段后，酒店的另一名员工克里斯割喉自杀。塞西尔寻求“右手教团”的帮助，将内尔介绍给了卡尔德和杰弗里。他们打算将恶魔转移到被献祭的鸡的身体里来摆脱这个“爱上”内尔的恶魔。然而，内尔体内的超自然力量过于强大，卡尔德被迫注射致命剂量的吗啡杀死了她。
恶魔以内尔的双胞胎形象、她的父亲以及克里斯的形象出现在她面前，乞求她接受它的手。内尔的脉搏暂时停止，这让卡尔德、杰弗里和塞西尔认为她已经死亡。最终，内尔屈服了，握住了恶魔的手；房子被火焚毁，三名秘密教团成员也被杀。内尔随后杀死了弗兰克，焚烧了女孩们的住所，让她的朋友们死去。内尔坐上了一辆车，预言的末日被证实为真，她在开车经过时点燃了多栋建筑物和车辆。

## 演员
- 阿什莉·贝尔（英语：Ashley Bell (actress)） 饰 内尔·玛格丽特·斯威策
- 茱莉娅·加纳 饰 格温
- 斯潘塞·特里特·克拉克 饰 克里斯
- 大卫·詹森 饰 卡尔德
- 塔拉·里格斯 饰 塞西尔
- 路易斯·赫尔瑟姆（英语：Louis Herthum） 饰 路易斯·斯威策
- 博亚娜·巴尔塔 饰 莉莉
- 缪斯·沃森（英语：Muse Watson） 饰 弗兰克·默尔
- 埃丽卡·米歇尔 饰 达芙妮
- 沙瑞斯·安吉尔·威廉姆斯 饰 莫妮克
- 乔·克雷斯特 饰 牧师
- 拉伊登·格里尔 饰 斯蒂芬妮
- 贾德·洛尔曼 饰 贾里德
- E. 罗杰·米切尔 饰 杰弗里
- 史蒂文·戴恩·罗德斯 饰 醉酒游客
- 阿什琳·罗斯 饰 米歇尔
- 安德鲁·森森尼格 饰 医生
- 迪瓦·泰勒 饰 贝弗利
- 马塞勒斯·格雷斯 饰 清洁工
- 迪肯·约翰·摩尔（英语：Deacon John Moore） 饰 老布鲁斯音乐家
- 吉迪恩·霍奇 饰 铁皮人
- 克里斯蒂娜·弗兰科 饰 玛丽